# Telefe
Telefe (Televisión Federal) аргентинска је телевизијска станица, чије је седиште у граду Буенос Ајрес, Аргентина. Власник станице је Paramount Global. Telefe је такође телевизијска мрежа и један од 5 аргентинских националних ТВ канала. Преко Telefe Internacional програм се може пратити и у Америци, Европи, Океанији, Израелу и Филипинима.

## Историја

### 1957—1970: Оснивање
Историја Telefe води до давне 1957. године, када је група дипломата и адвоката из Colegio El Salvador, коју је предводио доктор Хектор Грандети, основао компанију Difusión Contemporánea S.A.. Ова компанија, позната скраћено као DiCon, поднела је понуду за лиценцирање два нова ТВ програма у Буенос Аиресу, један на каналу 11 и други на каналу 13. Дана 28. априла 1958. године DiCon је ствроио лиценцу за канал 11.
Првобитни планови за изградњу нове станице у објектима Colegio El Salvador су пропали. На крају су обезбеђени објекти и канал 11 је угледао је светлост дана 21. јула 1961. године.
Финансијски проблеми су присилили станицу да тражи подршку, и добили су је од америчке мреже ABC. ABC и DiCon формирали су Telerama S.R.L., групу која је омогућила DiCon да надогради и прошири своје студијске садржаје.
У тој доби дошла је прва маскота станице, Леонисио (сада познат као Телеонсе), антропоморфни лав.

### 1970—1989: Под вођством Гарсије и државе
Дана 17. октобра 1970. године, станицу је преузео бизнисмен Хектор Рикардо Гарсија. Под његовим руководством, Телеонсе је отишао за популистичком и информативном оријентацијом, усвајајући слоган El canal de las noticias (срп. Канал вести). Под Гарсијиним вођством, Телеонсе се попео на врх аргентинских ТВ рејтинга.
Промене су започеле 1973. године, када је друга влада Хуан Перона преузела контролу над вестима за канале 9, 11 и 13. Хорге Конти је проглашен администратором и преузео дужности водитеља вести и других програма. Ово је уследило 1974. године уз експропријацију све три мреже; Конти је поново постао администратор. Ово се наставило под вођством војне диктатуре Процеса народне реорганизације, уз помоћ Аргентинског ваздухопловства ко-администрирајући канал са Контијем, који је остао главни новинар.
Године 1979, када је дошло до пораста боја телевизије и унапређења објеката потребних за омогућавање снимања и емитовања боја, држава је купила постројења Телеонсе од Гарсије, који га је и даље поседовао, чиме је постала 100 посто национална мрежа. Гарсија неће до 1987. године, са 11-месечним радом Теледоса, управљати другом телевизијском мрежом.
Осамдесетих година прошлог века започело је увођење телекастова у боји, 6. маја 1981. године, али деценија ће постати турбулентна у правном систему. Два пута под диктатуром је издат захтев за понуде. Први, 19. августа 1982. године, није добио никакве понуде; други, 25. октобра 1983. године, резултирао је да се Canal Once врати Гарсији. У то време, међутим, Раул Алфонсин постао је председник Аргентине. Међу његовим првим радњама у функцији било је одузимање Canal Once Гарсији, остављајући га у рукама државе још шест година.

### 1989: Приватизација
Крајем 1980-их, финансијски проблеми и хиперинфлација довели су Canal Once до своје преломне тачке. Енергетска криза која је помогла у смањивању Алфонсиновог председништва изазвала је масовно смањење ТВ емисија у Буенос Аиресу; са могућношћу емитовања само четири, касније осам и на крају десет, сати дневно, и усред већ тешке економске позадине, Canal Once потиснуо се на ивицу стечаја. Међутим, спас је дошао када је Карлос Менем најавио да ће затражити понуде за приватизацију две преостале станице у Буенос Аиресу, Canal Once и Canal 13. Једна од група која је учествовала у овом процесу надметања била је Televisión Federal S.A., група чији су интересни партнери руководиоци Editorial Atlántida као група приватних ТВ станица из унутрашњости Аргентине.
У децембру 1989. Arte Radiotelevisivo Argentino (Artear), подружница Grupo Clarin, освојила је понуду за Canal Once, али је такође добила понуду за Canal Trece. Артеар је одабрао друго, а Televisión Federal преузела је контролу над Canal Once 22. децембра 1989. године. После 16 година државног управљања, станица се вратила у приватни сектор, а након деценије бренда Canal Once, нови бренд Telefe, акроним назива новог власништва, изашао је у јавност са својим првим иденентом — име станице у плавој боји на белој подлози (одражавајући боје заставе Аргентине) са музичком темом и гласовном идентификацијом: Емитовање из Буенос Аиреса, Telefe. LS 84 TV, Канал 11, Буенос Аирес, Република Аргентина.

### 1990е и 2000е: Доминација у рејтинзима
Долазак Telefe у деведесете сигнализован је дебитантским појављивањем његовог логотипа — 3 круга са називом станице у белој боји у 3 обојена круга (TE црвено, LE зелен и FE плаво), али ипак задржавају идентичну музичку тему и слоган.
Са Густавом Јанкелевичем (након 1999. године, Клаудиом Виларуелом) који је усмеравао производњу канала, и са увођењем сателитских емисија широм земље, Telefe је доживео 20-годишњи низ без преседана на врху рејтинга Аргентине. Он је забележио победу у рејтинзима у свакој години између 1990. и 2009, стичући права на Симпсонове, Формула 1 трке и франшизе за Великог брата.
Telefónica је 1998. године преузела власништво над Telefe и осам станица у његовом власништву; исте године, Telefe је покренуо међународни сигнал који је био намењен гледаоцима изван Аргентине. Такође је задржао Telefe преко Азул телевизије када је купио другу 2002. године. COMFER, радио и телевизијски надзор Аргентине, присилио је Телефонику да прода своје учешће у Азулу.

### 2010-данас
Током 2010. и 2011. године, под руководством Марисе Бадије, Telefe је изгубио своју позицију број један у рејтинзима, што се није догодило још од приватизације станице 1989. године. Престигао их је El Trece (Канал 13). Међутим, 2012. године, догодила се промена у менаџменту, овог пута фотеља је припала сину Густава Јанкелевичева, Томасу и емисијама као што су Graduados, Dulce amor и Pekín Express Телефе се вратио на врх гледаности.
Дана 3. новембра 2016. године сазнало се да је Viacom добио понуду за куповину Telefe. 

## Теленовеле
У свету, па тако и у Србији, Telefe је препознатљив по својим теленовелама. Многе су емитоване у Србији, а Graduados је чак добила српску верзију 2017. године, под називом Истине и лажи.

### Емитоване у Србији
| Година     | Српски назив       | Изворни назив | Емитовање у Србији      |
| ---------- | ------------------ | ------------- | ----------------------- |
| 2001.      | Јаго, љубимац жена |               | ТВ Кошава (2006)        |
| 2002.      | Профа              |               | ТВ Политика (2008-2009) |
| 2002-2003. | Бунтовници         |               | ТВ Б92 (2007)           |
| 2003.      | Јача од судбине    |               | РТС 1 (2004-2005)       |
| 2006.      | Монтекристо        |               | Студио Б (2007-2008)    |
| 2016-2017. | Повратак Лукаса    |               | Прва ТВ (2018)          |